# Деніел Акпеї
Деніел Акпеї (англ. Daniel Akpeyi, нар. 3 серпня 1986) — нігерійський футболіст, воротар південноафриканського клубу «Марумо Галлантс» і національної збірної Нігерії.

## Клубна кар'єра
Вихованець клубу «Габрос Інтернешнл» в якому і дебютував 2005 року в основному складі. Відігравши два сезони перейшов до команди «Насарава Юнайтед», де і провів наступні три сезони.
З 2010 по 2014 виступав у складі «Гартленд», ще один сезон захищав кольори «Варрі Вулвз».
До складу клубу південноафриканського «Чіппа Юнайтед» приєднався 2015 року. Протягом перших трьох сезонів у ПАР відіграв за команду 74 матчі в національному чемпіонаті.

## Виступи за збірні
2005 року залучався до складу молодіжної збірної Нігерії. На молодіжному рівні зіграв у 9 офіційних матчах.
2015 року дебютував в офіційних матчах у складі національної збірної Нігерії.
2016 року захищав кольори олімпійської збірної Нігерії. У складі цієї команди провів 1 матч. У складі збірної — учасник футбольного турніру на Олімпійських іграх 2016 року в Ріо-де-Жанейро, на якому команда здобула бронзові олімпійські нагороди.
3 червня 2018 року був включений до заявки збірної Нігерії на тогорічний чемпіонат світу в Росії.

## Досягнення

### Клубні
«Гартленд»
- Володар Кубка Нігерії (2): 2011, 2012

### Збірна
Нігерія (ол.)
- Олімпійські ігри
- Бронзовий призер (1): 2016

 Нігерія
- Бронзовий призер Кубка африканських націй: 2019

 Нігерія (U-20)
- Чемпіон Африки (U-20): 2005